# Life of Kylie
Life of Kylie là một chương trình truyền hình thực tế của Mỹ với sự tham gia của nữ doanh nhân kiêm ngôi sao thực tế Kylie Jenner. Chương trình dài 8 phần, mỗi tập có thời lượng nửa tiếng, được phát sóng lần đầu vào ngày 6 tháng 8 năm 2017, trên đài truyền hình cáp E!. Trong chương trình này,, Kylie đã nói về cuộc sống của cô ấy và những chuyện hậu trường của dòng sản phẩm trang điểm mang tên mình. Series thực tế được cấp phép vào ngày 10 tháng 5 năm 2017. Vào ngày 11 tháng 5 năm 2017, E! phát hành video quảng bá đầu tiên của show này. Tuy nhiên, chương trình đã bị hủy vào ngày 17 tháng 9 năm 2017.

## Lời mở đầu
Chương trình này kể về cuộc đời của doanh nhân thời trang, nhà khởi nghiệp trong lĩnh vực đồ trang điểm và nhân vật truyền hình thực tế Kylie Jenner, khi cô vừa phải giải quyết công việc kinh doanh đồng thời duy trì cuộc sống bình thường và tình bạn thân thiết của cô với người bạn thân nhất lúc bấy giờ là Jordyn Woods. Chương trình cũng thường xuyên có sự góp mặt của các thành viên trong hội bạn thân quyến rũ của cô ấy như Ariel Tejada và Tokyo Stylez.

## Các tập
| Số thứ tự | Tiêu đề             | Ngày lên sóng đầu tiên | Số người xem tại Mỹ (triệu) |
| --- | ------------------- | ---------------------- | --------------------------- |
| 1 | "Mười chín: Phần 1" | 06/08/2017             | 1.12                        |
| Chương trình mở đầu về Kylie Jenner và giới thiệu người bạn thân nhất của Kylie từ thời trung học Jordyn Woods, chuyên gia trang điểm Ariel Tejada, nhà tạo mẫu tóc Tokyo và trợ lý của cô ấy là Victoria Villarroel Gamero. Kylie nhận được yêu cầu trở thành bạn nhảy vào buổi dạ vũ cuối khóa từ một người hâm mộ tên là Albert. |                     |                        |                             |
| 2 | "Mười chín: Part 2" | 06/08/2017             | 1.08                        |
| Kylie và Jordyn bay đến Sacramento để gây bất ngờ cho anh chàng Albert khi đồng ý trở thành bạn nhảy của anh ta. Sau khi trở về Los Angeles, Jordyn tham gia một buổi hẹn hò kín đáo trong khi Kylie nói chuyện với cô từ xe hơi qua bộ đàm.                                                                                        |                     |                        |                             |
| 3 | "Bà chủ"            | 13/08/2017             | 0.84                        |
| Kylie và Jordyn đến Kylie Cosmetics Factory và thảo luận về tình hình kinh doanh. Kris Jenner khuyến khích con gái trở thành một CEO cứng rắn hơn và biết giữ khoảng cách hơn với nhân viên của mình. |                     |                        |                             |
| 4 | "Danh vọng"         | 20/08/2017             | 0.76                        |
| Kylie vật lộn với việc cuộc sống cá nhân của cô ấy bị công khai, và trò chuyện về mong muốn được sống trong một trang trại. |                     |                        |                             |
| 5 | "Met Ball"          | 27/08/2018             | 0.67                        |
| Kylie và nhóm của cô ấy chuẩn bị cho Met Gala. Jordyn dành thời gian cuối tuần đi vắng và tự hỏi liệu cô ấy đang sống cuộc sống của riêng mình hay của Kylie. |                     |                        |                             |
| 6 | "London"            | 03/09/2018             | 0.58                        |
| Jordyn đối mặt với sự ra đi của cha cô. Kylie củng cố mối quan hệ của cô với người cha Caitlyn Jenner. |                     |                        |                             |
| 7 | "Peru: Phần 1"      | 10/09/2017             | 0.56                        |
| Kylie, Jordyn, Victoria và Kris bay đến Peru để làm từ thiện. Kylie và Kris butt bất đồng về hành trình quá chặt của Kris. |                     |                        |                             |
| 8 | "Peru: Phần 2"      | 17/09/2017             | 0.56                        |
| Kylie và những người bạn đồng hành tiếp tục chuyến đi ở Peru. Vào ngày cuối cùng, Kylie và Jordyn có một buổi lễ cam kết do một thầy cúng tiến hành. |                     |                        |                             |

## Sự tiếp nhận
Tạp chí Time cho biết, “"Life of Kylie vốn để cho chúng ta thấy một con người thật đằng sau những sự dè bỉu. Tuy nhiên, Jenner kết hợp nỗi ám ảnh về bản thân của một thiếu niên với sự cúi mình theo phản xạ của một người đã học cách dập tắt những xung động thú tội. "  Sadie Gennis của TV Guide nhận xét rằng chương trình "giống như ngôi sao của nó: tìm kiếm mục đích, nhưng chủ yếu là rất, rất buồn." 